# Уикс, Виктория
Викто́рия Уи́кс (англ. Victoria Wicks; род 18 апреля 1959, Чиппенэм, Уилтшир, Англия, Великобритания) — английская актриса и певица. Наиболее известна ролями Сары Лаутер из фильма «Придерживайся мечты» (1986), Салли Смедли из телесериала «Бросьте мёртвого осла» (1990—1998), директора колледжа из телесериала «Молокососы» (2007—2009) и другими.

## Личная жизнь
В 1984—2004 года Виктория была замужем за Питером Уильямсом. В этом браке Уикс родила дочь — Мэделейн Роуз Уильямс (род.1985).

## Избранная фильмография
| Год       |    | Русское название      | Оригинальное название | Роль                       |
| --------- | -- | --------------------- | --------------------- | -------------------------- |
| 1986      | тф | Придерживайся мечты   | Hold the Dream        | Сара Лаутер                |
| 1990—1998 | с  | Бросьте мёртвого осла | Drop the Dead Donkey  | Салли Смедли               |
| 2007—2009 | с  | Молокососы            | Skins                 | Харриет, директор колледжа |